# Sphodromantis citernii kenyana
Sphodromantis citernii kenyana es una subespecie de mantis de la familia Mantidae.

## Distribución geográfica
Se encuentra en Kenia, Uganda y Malaui.